# Горький итог
«Горький итог» (англ. Bitter Harvest; другое название — «Горькая жатва») — художественный фильм американского режиссёра Дуана Кларка.

## Сюжет
Молодой человек, одиноко живущий в доставшемся ему после смерти родителей доме, приютил двух симпатичных девушек и некоторое время проводил свой досуг в недоступных ему ранее любовных утехах. Девушки, делавшие вид, что не знакомы, оказались сёстрами. Кроме того, они были участниками банды банковских грабителей и вошли в доверие к простодушному Трейвису с целью похитить дорогую коллекцию редких монет.

## В ролях
- Пэтси Кенсит — Джолин
- Стивен Болдуин — Трейвис
- Дженнифер Рубин — Келли
- Адам Болдуин — Бобби
- М. Эммет Уолш — шериф
- Джеймс Криттенден — Лестер
- Эд Морган — Генри
- Дэвид Поулидж — Эндрю